# Rallye Großbritannien 1977
Die 33. Rallye Großbritannien war der 11. und letzte Lauf zur Rallye-Weltmeisterschaft 1977. Sie fand vom 20. bis zum 24. November in der Region von York statt. Von den 69 geplanten Wertungsprüfungen wurde eine abgesagt.

## Klassifikationen

### Endergebnis
| Rang | Fahrer            | Co-Pilot         | Auto                     | Zeit (Std./Min./Sek.) | Rückstand Sieger (Min./Sek.) Rückstand V (Min./Sek.) |
| ---- | ----------------- | ---------------- | ------------------------ | --------------------- | ---------------------------------------------------- |
| 1    | Björn Waldegård   | Hans Thorszelius | Ford Escort RS 1800 MKII | 8:21:26               | 00:00                                                |
| 2    | Hannu Mikkola     | Arne Hertz       | Toyota Celica 2000GT     | 8:23:49               | 02:23                                                |
| 3    | Russell Brookes   | John Brown       | Ford Escort RS 1800 MKII | 8:31:55               | 10:29 08:06                                          |
| 4    | Roger Clark       | Stuart Pegg      | Ford Escort RS 1800 MKII | 8:36:21               | 14:55 04:26                                          |
| 5    | Andrew Dawson     | Andrew Marriott  | Ford Escort RS 1800 MKII | 8:39:46               | 18:20 03:25                                          |
| 6    | Kyösti Hämäläinen | Howard Scott     | Ford Escort RS 1800 MKII | 8:42:17               | 20:51 02:31                                          |
| 7    | Simo Lampinen     | Sölve Andreasson | Fiat 131 Abarth          | 8:44:24               | 22:58 02:07                                          |
| 8    | Tony Pond         | Fred Gallagher   | Triumph TR7              | 8:45:04               | 23:38 00:40                                          |
| 9    | Per Eklund        | Björn Cederberg  | Saab 99 EMS              | 8:46:02               | 24:36 00:58                                          |
| 10   | Bror Danielsson   | Mike Broad       | Opel Kadett GT/E         | 8:46:22               | 24:56 00:20                                          |

Insgesamt wurden 64 von 180 gemeldeten Fahrzeuge klassiert:

### Herstellerwertung
| Pos. | Team   | Punkte |
| ---- | ------ | ------ |
| 1    | Fiat   | 136    |
| 2    | Ford   | 132    |
| 3    | Toyota | 68     |
| 4    | Opel   | 65     |
| 5    | Lancia | 60     |

Die Fahrer-Weltmeisterschaft wurde erst ab 1979 ausgeschrieben.